# 袁家镇 (中方县)
袁家乡，是中华人民共和国湖南省怀化市中方县下辖的一个乡镇级行政单位。

## 行政区划
袁家乡下辖以下地区：
上炉村、桂花村、流溪垅村、袁家村和野星村。